# Claire de Saxe-Lauenbourg
Clara de Saxe-Lauenburg (1518-1576) est une princesse de Saxe-Lauenbourg et une duchesse de Brunswick-Gifhorn par mariage.

## Biographie
Clara est née le 13 décembre 1518 à Lauenburg sur l'Elbe, fille du duc Magnus Ier de Saxe-Lauenbourg (1470-1543) et sa femme Catherine (de), fille du duc Henri Ier de Brunswick-Wolfenbüttel.
Elle épouse le duc François de Brunswick-Lunebourg (1508-1549) le 29 septembre 1547, au château de Neuhaus. Le couple a été très aimé par ses sujets, même si leur court mariage de convenance fut malheureux. Clara pratiqua la médecine, préparant une tisane de bière (Kräuterbier) pour les pauvres et les malades, qui a été produite longtemps après sa mort.
À la mort soudaine de son mari, Clara a vécu dans son domaine, faisant partie de son douaire, de Fallersleben, où elle a terminé les travaux de construction de son château en 1551 et a présidé a l'essor de l'économie locale. Plus tard, elle se rendit à la cour de sa fille à Barth, où elle est décédée le 27 mars 1576. Clara a été inhumé dans l'Église Sainte-Marie. Son tombeau dans la chapelle du château en Gifhorn est vide.

## Descendance
Clara a deux filles de son mariage:
- Catherine (1548-1565) qui épouse en 1564 Henri VI de Misnie
- Claire (1550-1598), épouse en 1565 Bernard VII d'Anhalt-Zerbst, puis en 1572 le duc Bogusław XIII de Poméranie.

## Sources
- Johann H. Steffens: Johann Henry Steffens Auszug aus der Geschichte des Gesammthauses-Brunswick-Lüneburg, Bartsch, 1785, S. 381